# Xanthium orientale
Xanthium orientale L. è una pianta appartentente alla famiglia delle Asteraceae.